# 阿尔齐尼亚诺
阿尔齐尼亚诺（義大利語：Arzignano），是意大利威尼托大区维琴察省的一个市镇。总面积34平方公里，人口25823人，人口密度759.5人/平方公里（2009年）。国家统计（ISTAT）代码为024008。